# New Richland
New Richland è una città degli Stati Uniti d'America, situata in Minnesota, nella contea di Waseca.